# Harry Nielsen (roer)
 Der er flere personer med dette navn, se Harry Nielsen.
Harry Christian Lund Nielsen (født 31. oktober 1930 i Aarhus, Danmark) er en dansk tidligere roer.
Nielsen var med i den danske firer uden styrmand, der sluttede på en samlet 13. plads ved OL 1952 i Helsinki. Knud Bruun Jensen, Carl Nielsen og Paul Locht udgjorde resten af bådens besætning.